# ده‌باله‌های بیضوی
ده‌باله‌های بیضوی (نام علمی: Alepes) نام یک سرده از تیره گیش‌ماهیان است.

## گونه‌ها
در حال حاضر ۵ گونه در این سرده قرار دارد:
- ده‌باله دهان‌کوچک E. M. Grant, 1987 (Smallmouth scad)
- گیش می‌گویی (پیتر فوشکول, 1775) (Shrimp scad)
- ده‌باله شکم‌تیغی (Bloch, 1793) (Razorbelly scad)
- ده‌باله سیاه‌باله (Swainson, 1839) (Blackfin scad)
- ده‌باله شاهی (ژرژ کوویه, 1833) (Herring scad)